# Hans Mikosch (Offizier)
Hans Mikosch (* 7. Januar 1898 in Kattowitz; † 18. Januar 1993 in Reichshof) war ein deutscher Generalleutnant im Zweiten Weltkrieg. 

## Leben
Hans Mikosch trat als Freiwilliger 1914 in die Armee ein und stand bis 1916 in unterschiedlichen Pionier-Bataillonen, u. a. als Leutnant im Pionier-Bataillon 27. Ende Januar 1920 wurde er aus der Armee entlassen und trat anschließend in den Polizeidienst ein. 
Am 15. Oktober 1935 wurde er als Hauptmann wieder reaktiviert. Oberstleutnant Mikosch führte ab Oktober 1937 das Pionier-Bataillon 51 (Roßlau), war am Einmarsch in Österreich beteiligt und wurde mit dem Bataillon anschließend für Befestigungsarbeiten am Westwall eingesetzt. Zu Kriegsbeginn (Überfall auf Polen) wurde das Bataillon an die Ostfront verschoben. Es folgten weitere Pioniereinsätze. Am 10. Mai 1940, dem ersten Tag des Westfeldzuges, war er mit dem Bataillon maßgeblich an der Eroberung des belgischen Forts Eben-Emael beteiligt. Hierfür wurde er am 21. Mai 1940 im Führerhauptquartier Felsennest von Adolf Hitler gemeinsam mit dem ihm unterstellten Feldwebel Josef Portsteffen mit dem Ritterkreuz ausgezeichnet.
Ende Juli 1940 reiste Mikosch mit einem Sonderstab der Abwehr unter der Leitung von Admiral Wilhelm Canaris und anderen Offiziere, u. a. Oberst Hans Piekenbrock und Major Wolfgang Langkau, nach Spanien. Ziel war es die Lage vor Ort festzustellen.
Im Rahmen der Stalingradkampagne 1941 wurde er mit dem Aufbau und der Leitung einer Armee-Pionierschule für die 6. Armee beauftragt, welche in einem ehemaligen Sanatorium auf den Donhöhen bei Kalatsch errichtet werden sollte. Hier sollten die unterschiedlichen Truppenteile speziell für den erwarteten Häuserkampf in Stalingrad ausgebildet werden. Zeitgleich zur Leitung der Armee-Pionierschule war er Führer der Kampfgruppe Mikosch. Mit seiner Kampfgruppe, welche anfangs der 3. Panzer-Division unterstellt wurde, kämpfte er im März 1941 um Charkiw. 1942 wurde Mikosch zum Oberst befördert. Im November 1942 erhielt er die Weisung, für die Unterbringung dreier Bataillone in Kalatsch zu sorgen. Dafür erhielt er in der Ausführung der Weisung weitreichende Verfügungen, u. a. über den Stadtkommandanten. Ab Ende November 1942 bildete er mit den Männern der Pionier-Schule einen Brückenkopf am Don, konnte den Durchbruch von feindlichen Panzern aber nicht verhindern. Ihm wurde als Führer seiner Kampfgruppe bei Stalingrad am 6. März 1943 das Eichenlaub zum Ritterkreuz des Eisernen Kreuzes verliehen.
Von Oktober 1943 bis Dezember 1943 war er vertretungsweise Kommandeur der 10. Panzergrenadier-Division. Anschließend übernahm Oberst Mikosch bis Mitte Mai 1944 als Kommandeur die 13. Panzer-Division. Im Januar 1944 wurde er in dieser Position zum Generalmajor befördert. Mit der Division stand er erst in Kriwoi Rog und nahm dann an den Rückzugsbewegungen der Heeresgruppe A teil, u. a. nach der Kesselschlacht von Tscherkassy.
Ab Juni 1944 war er für zwei Monate Kampfkommandant von Boulogne, anschließend ab August 1944 dann bis zu seiner Gefangennahme Kommandant aller Befestigungen in Ostpreußen. Kurz vor Kriegsende wurde er wieder Kommandeur einer Kampfgruppe Mikosch (auch als Division z. b. V. Mikosch bezeichnet) und zusätzlich stellvertretender Kampfkommandant von Königsberg. Die Kampfgruppe Mikosch unterstand der Heeresgruppe Nord. Diese Kampfgruppe war aus sogenannten „Augen- und Magen-Kranken“, medizinisch eigentlich ausgemusterte Soldaten, aufgestellt worden, um Königsbergs Westflanke zu verteidigen. Am 16. März 1945 wurde Mikosch zum Generalleutnant befördert. Später sollte er gemeinsam mit seinem Stab für das „Versagen der Schanzarbeiten in Ostpreußen“ vor das Reichskriegsgericht gestellt werden. Er wurde festgenommen, aber am 8. April 1945 gemeinsam mit dem General der Infanterie Otto Lasch von der sowjetischen Armee gefangen genommen. Er war über 10 Jahre lang in Kriegsgefangenschaft und kam nach Adenauers Besuch im September 1955 in Moskau frei. Mikosch wohnte 1958 in Essen und starb 1993 in Westfalen.